# Балтиморський університет
Балтиморський університе́т (англ. University of Baltimore; Ubalt) — публічний (державний) університет, розташований у місті Балтимор у штаті Меріленд, США.
Університет було засновано у 1925 році.